# الجودله والجميم (بعدان)

تعديل مصدري - تعديل

الجودله والجميم محلة تابعة لقرية سير، التابعة لعزلة سير بمديرية بعدان إحدى مديريات محافظة إب في الجمهورية اليمنية، بلغ تعداد سكانها 67 حسب تعداد اليمن لعام 2004.